# Nahed Hattar
Nahed Hattar (àrab: ناهض حتر, Nāhiḍ Ḥattar, AFI: [na:hidˤ ħɑt.taɾˤ]) (Jordània, 1960 – Amman, 25 de setembre de 2016) fou un escriptor i activista polític jordà.

## Posicionaments polítics
Hattar liderà moviments polítics d'esquerra i progressistes en particular tingué un gran rotagonisme dins de dos grups polítics: el Corrent Progressiu Nacional i el Moviment Social d'Esquerra Jordà. Fou obertament crític amb les polítiques neoliberals de Jordània. Defensà el dret dels cristians àrabs a la resistència armada contra grups com el Front Al-Nusra, Al-Qaida i Estat Islàmic. A més, fou un rellevant seguidor del president sirià Baixar al-Àssad. També manifestà que Jordània esdevingués una «pàtria alternativa» pel poble palestí i defensà el dret dels palestins a tornar al seu país.

## Arrest
L'agost de 2016, publicà una caricatura a la xarxa social Facebook que descrivia una home barbat en una tenda del cel, que fumava dins del llit amb dues dones i demanava a un Déu antropomòrfic si aquest li podia portar vi i anacards. L'home també ordenava a Déu que li netegés els terra i s'endugués els plats bruts i construís una porta a la seva tenda perquè així, Déu, pogués picar-la abans d'entrar. La vinyeta aixecà una gran controvèrsia entre alguns jordans en tant que la consideraven un insult a l'Islam.
Com a resultat de la publicació de la caricatura, l'escriptor fou acusat del delicte d'incitar al racisme i la lluita sèctària en violació de l'article 150 del Codi Penal jordà, el qual castiga qualsevol forma de discurs que condueixi als prejudicis sectaris o racials o incita al conflicte entre sectes diferents. També fou acusat de violar l'article 278 del Codi Penal jordà, el qual prohibeix la publicació de material imprès, imatges o dibuixos que ofenguin creences religioses. Hattar fou detingut una setmana després de la imputació dels càrrecs criminals.
L'escriptor emeté una disculpa a Facebook aclarint que no pretenia insultar a Déu amb la publicació de la vinyeta, puix que representava el «Déu d'Estat Islàmic» i volia palesar com els gihadistes perceben el Cel.

## Mort

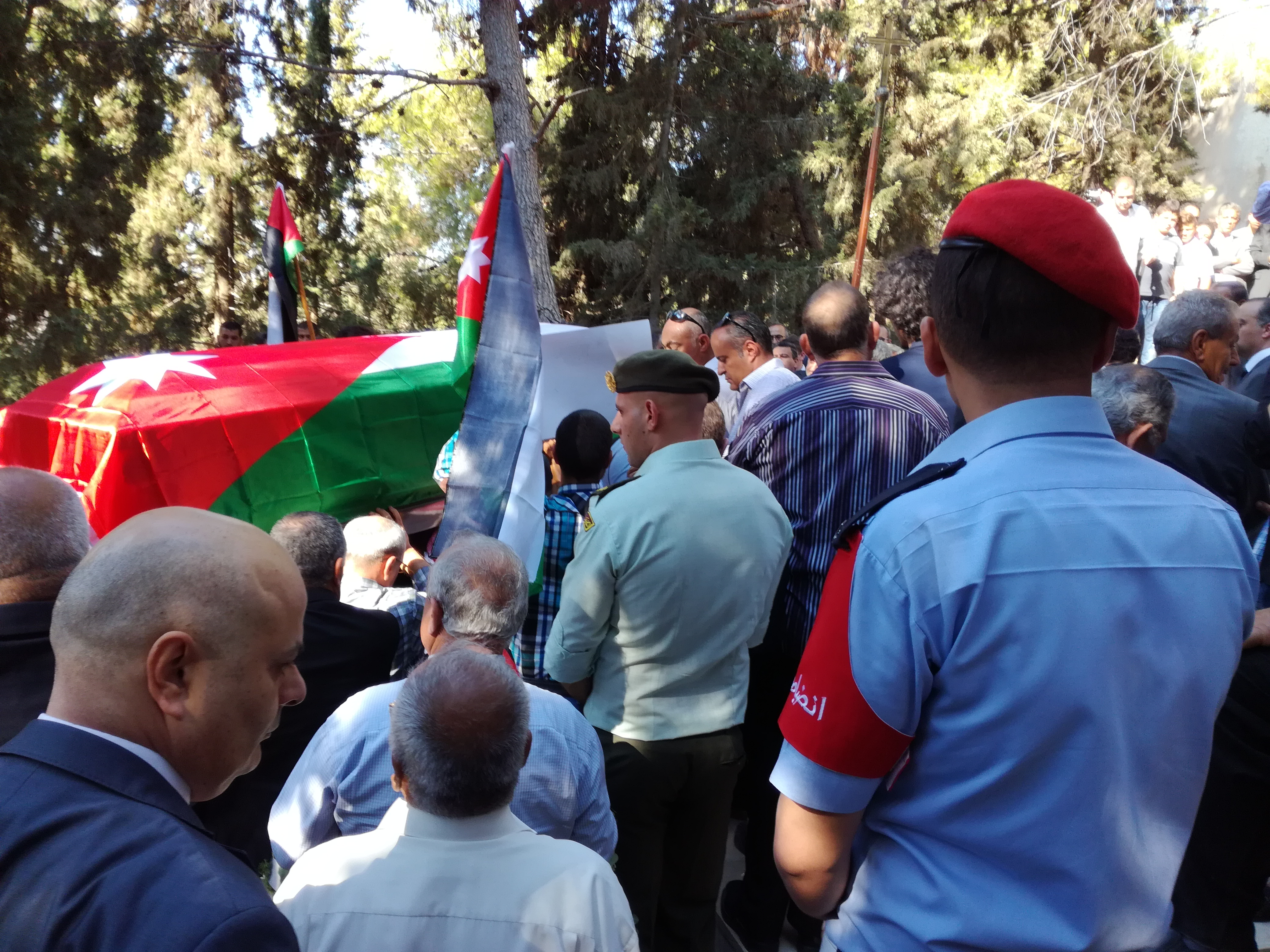
Taüt de Hattar al seu funeral (28 setembre 2016)

El matí del 25 de setembre de 2016 fou disparat a mort per un home armat a prop del Palau de Justícia d'Amman, quan era pel camí per a atendre l'audiència del judici.
L'home armat fou arrestat al mateix escenari del crim. Una font de seguretat identificà el sospitós com a Riad Ismaeel Abdullah, de quaranta-nou anys, resident a l'est d'Amman. Abdullah, considerat com a extremista, era predicador en una mesquita d'Amman. Immediatament després fou detingut i fent front a càrrecs de terrorisme.
Molts musulmans jordans conservadors consideraren la vinyeta publicada per Hattar com a ofensiva. L'autoritat religiosa oficial més veterana de Jordània el criticà per percebre l'obra com un «insult a l'entitat divina, l'islam i als símbols religiosos». Tanmateix, també condemnaren el seu assassinat.

### Reaccions
Nacional
- Jordània - El govern jordà condemnà l'assassinat de Hattar[14] i començà a detenir usuaris de mitjans de comunicació que estenien discursos d'odi.[15] Un dia després de l'assassinat, el govern emeté una ordre de censura que impedia qualsevol publicació relacionada amb l'esdeveniment per tal de conservar la clandestinitat de la investigació.[16] En conseqüència, i d'acord amb la'article 39 de la Llei de Premsa i Publicacions del país, tots els mitjans de comunicació, tant nacionals com internacionals, aturaren l'emissió d'articles relacionats al tiroteig.[17]

Internacional
- UNESCO – La directora general de la UNESCO, Irina Bokova, condemnà l'assassinat, considerant que es tractava d'un greu atac a la llibertat d'expressió que afectava al conjunt de la societat jordana.[18]
- Human Rights Watch – La directora per l'Orient Mitjà i Nord d'Àfrica de HRW, Sarah Leah Whitson, declarà: «la mort sense sentit de Nahed Hattar davant dels tribunals d'Amman lliga amb el sense sentit dels càrrecs contra ell per part del govern per una vinyeta que publicà a la seva pàgina de Facebook», afegint que «les persecucions arbitràries per difamació de la religió estigmatitzen els individus i els converteixen en diana de represàlies de vigilants».[19]

## Creences i vistes personals
En el seu intent d'explicar els motius que hi havia darrere de la publicació la vinyeta que comportà el seu assassinat, Hattar defensà que era un «no-creient» i que respectava «els creients que no van entendre la sàtira de la vinyeta». Tot i que Hattar era cristià de naixement, es considerà ateu.